# Jeroen Claesen
Jeroen Claesen (Leuven, 4 september 1974) is een Belgische voormalige schaker en FIDE-meester.
Claesen startte in de schaakclub De Lustige Vrijpion. Tijdens zijn studies politieke en sociale wetenschappen aan de KU Leuven had hij het statuut van topsportstudent. Bij het Belgisch jeugdkampioenschap van de junioren 1994 dat doorging in Mol werd hij kampioen. In 1999 bouwde hij zijn schaakcarrière deels af. In de daaropvolgende jaren speelde hij minder frequent.
Jeroen Claesen is de jongere broer van schaakmeester Pieter Claesen.